# 卡爾薩基 (加利福尼亞州)
卡爾薩基（英語：Kearsarge）是位於美國加利福尼亞州因約縣的一個非建制地區。該地的面積和人口皆未知。

## 地理
卡爾薩基的座標為36°48′25″N 118°07′02″W / 36.80694°N 118.11722°W，而該地的平均海拔高度為1149米（即3770英尺）。